# Ferrovia Villamassargia-Carbonia
La ferrovia Villamassargia – Carbonia è una linea ferroviaria situata in Sardegna, gestita dal gruppo Ferrovie dello Stato tramite la controllata RFI.
Ultimata negli anni cinquanta, la linea fa parte della rete complementare di RFI ed è la più recente tra le ferrovie costruite in Sardegna per il trasporto pubblico. Dal punto di vista tecnico, la linea è lunga circa 22 km ed è realizzata interamente a binario unico non elettrificato a scartamento ordinario (1435 mm); collega Carbonia a Villamassargia, la cui stazione è attraversata anche dai binari della ferrovia Decimomannu-Iglesias, permettendo così il collegamento tra Cagliari e il centro sulcitano. Oltre ai due capolinea, nessun altro centro abitato è servito dalla ferrovia, sebbene in passato fossero attive delle fermate collocate in alcune frazioni e località del comune di Carbonia.

## Storia

Il treno inaugurale della ferrovia a Carbonia Stato, nel novembre 1956

I piani di costruzione di una linea ferroviaria per collegare Carbonia alla Decimomannu-Iglesias risalgono all'immediata vigilia della seconda guerra mondiale e divennero esecutivi nel 1940, anno di avvio dei lavori per la realizzazione della nuova strada ferrata. Il secondo conflitto mondiale bloccò in seguito i lavori che, una volta ripresi, furono portati a compimento solo in parte rispetto al progetto originario che, oltre a collegare Carbonia con la dorsale iglesiente delle FS a Villamassargia, prevedeva che sulla linea si innestasse una diramazione da Piolanas a Portoscuso e al suo porto (Portovesme), oltre che un'eventuale estensione della linea sino a Sant'Antioco. L'intento del progetto era quello di permettere a passeggeri e merci in partenza da Carbonia di raggiungere Cagliari (o viceversa) in maniera più rapida rispetto a quanto possibile all'epoca, con viaggiatori e merci costretti a raggiungere Iglesias coi treni delle Ferrovie Meridionali Sarde e da lì a prendere il treno per il capoluogo regionale nella confinante stazione FS. Questa linea assumeva in particolare importanza per il trasporto del carbone estratto nelle miniere sulcitane verso il capoluogo sardo.

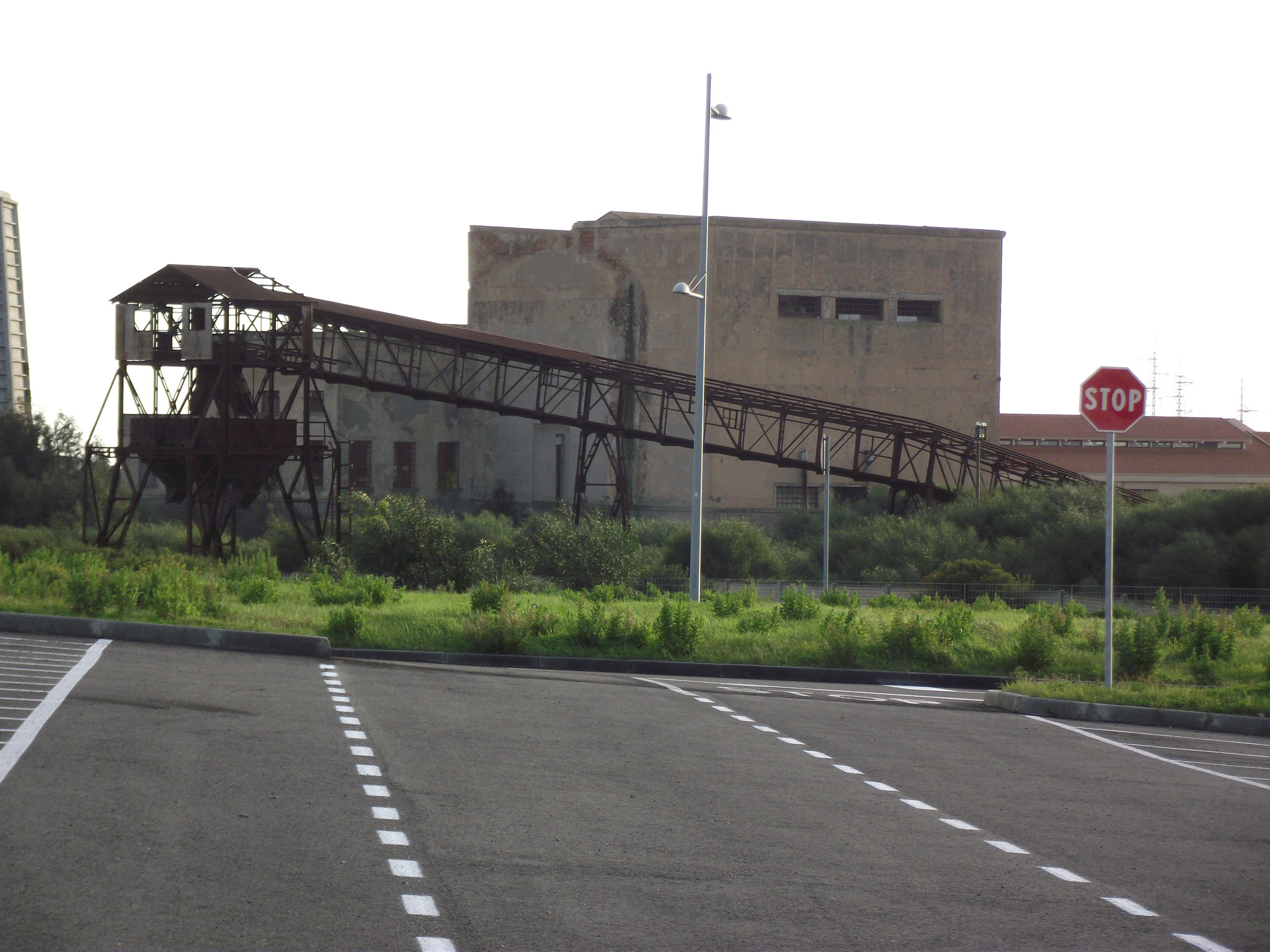
I resti della tramoggia della miniera di Serbariu impiegata per il carico del carbone sui carri FS. Sotto al nastro trasportatore, collegato durante l'attività estrattiva con la laveria della miniera, passavano anche i binari a scartamento ridotto della San Giovanni Suergiu-Iglesias delle FMS

Costata circa 600 milioni di lire dell'epoca, la linea fu infine aperta al traffico nel novembre 1956 col viaggio inaugurale tra le stazioni di Villamassargia-Domusnovas e Carbonia effettuato alla presenza delle autorità statali e regionali. Da quest'ultimo scalo (successivamente ribattezzato "Carbonia Stato" per distinguerlo dall'omonima stazione FMS) tuttavia la linea proseguiva per alcune centinaia di metri, raggiungendo la miniera di Serbariu e i relativi impianti per il caricamento del carbone sui vagoni. Questa breve porzione di linea, una volta che la miniera cessò la sua attività estrattiva, venne poi utilizzata, come ricovero di rotabili accantonati, sino agli anni novanta. In seguito il passaggio a livello che permetteva di attraversare la via Roma fu asfaltato e parte dei binari fu rimossa durante i lavori per la realizzazione della nuova stazione di Carbonia.
Tra i due capolinea erano presenti in origine 3 fermate: Cixerri, Monte Arcau e Barbusi. Progressivamente tutte queste fermate sono state disabilitate al servizio viaggiatori: quella di Monte Arcau, dotata di un minuscolo fabbricato in abbandono, non è stata più utilizzata dai treni passeggeri dal 1987, rimanendo comunque attiva come località di servizio. I treni viaggiatori hanno smesso di fermarsi dinanzi al fabbricato viaggiatori di Cixerri dal 14 dicembre 2008 e sorte analoga è toccata alla fermata di Barbusi (quest'ultima impresenziata già dal 1964), che non ha più accolto treni viaggiatori dal 14 giugno 2009 e che è stata dismessa nel 2011.

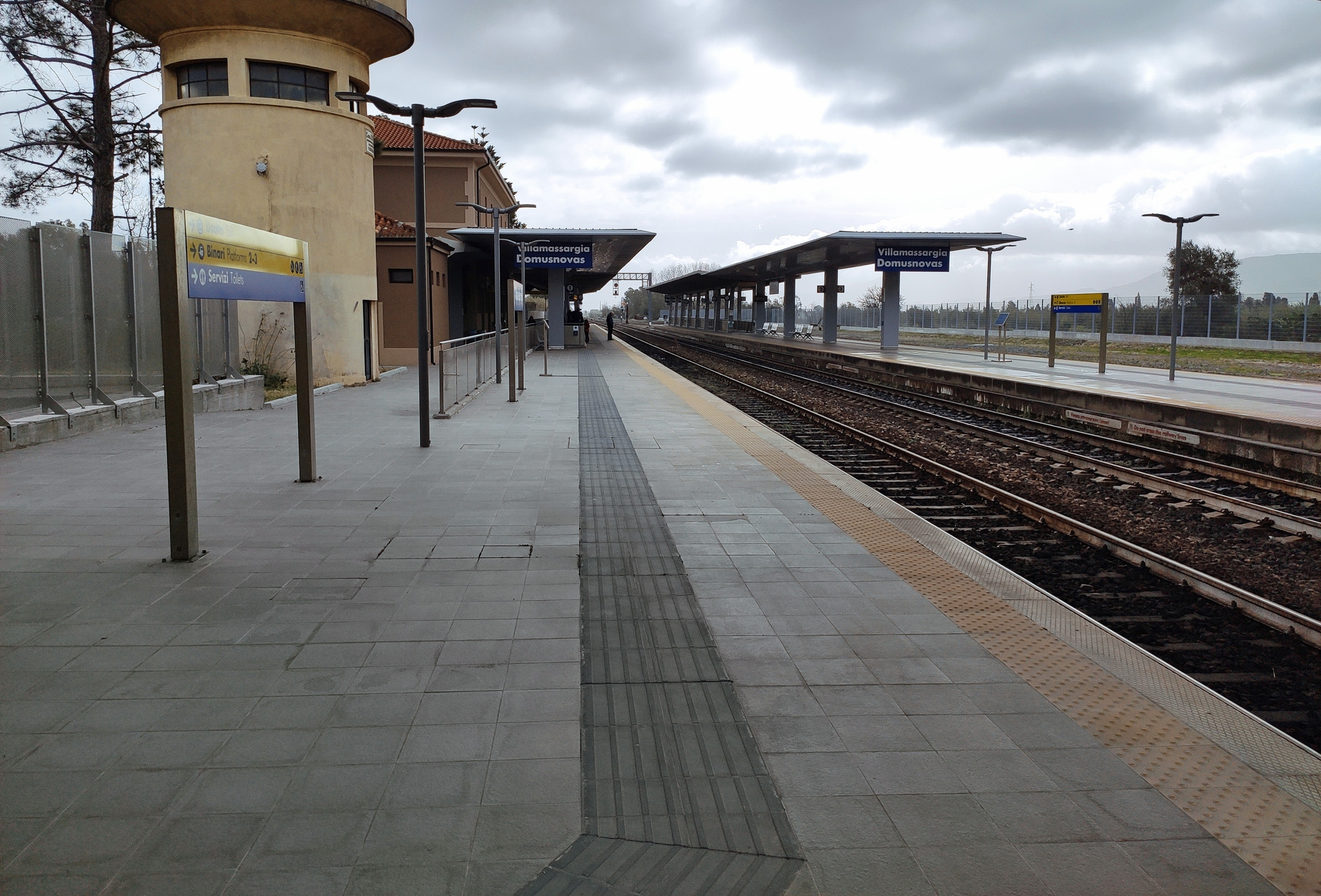
La stazione di Villamassargia-Domusnovas

Negli anni 2000 il comune di Carbonia ha portato avanti il progetto di costruzione di una nuova stazione passeggeri con caratteristiche di centro intermodale, cioè punto di interscambio tra il trasporto passeggeri su ferro e su gomma. Ottenuti i finanziamenti dalla Regione Autonoma della Sardegna e dal Ministero dei trasporti, i lavori del nuovo capolinea di Carbonia Serbariu sono iniziati nel febbraio 2008. La nuova stazione carboniense, distante circa 700 metri dal fabbricato viaggiatori di Carbonia Stato (quest'ultima chiusa al servizio viaggiatori con l'apertura del nuovo impianto), è stata inaugurata il 23 luglio 2011.
Al di là di questo intervento, la linea segue lo stesso percorso dalla fondazione, pur essendo stati svolti nel corso degli anni vari interventi di manutenzione e migliorie agli impianti. Negli anni settanta la legge 309/74, che stabilì la chiusura della rete ferroviaria FMS, all'articolo 2 prevedeva che la Villamassargia-Carbonia venisse estesa sino a Sant'Antioco, con la conversione a scartamento ordinario della tratta delle Meridionali Sarde dal centro lagunare a Carbonia Stato, passando per l'ex snodo di San Giovanni Suergiu), e la conseguente realizzazione di un piccolo raccordo che unisse i due tracciati, peraltro poco distanti tra loro. Il progetto però non fu mai attuato, presumibilmente in quanto l'intero finanziamento venne interamente utilizzato per le autolinee delle FMS, sancendo di fatto il definitivo annullamento dell'estensione della Villamassargia-Carbonia.

## Caratteristiche

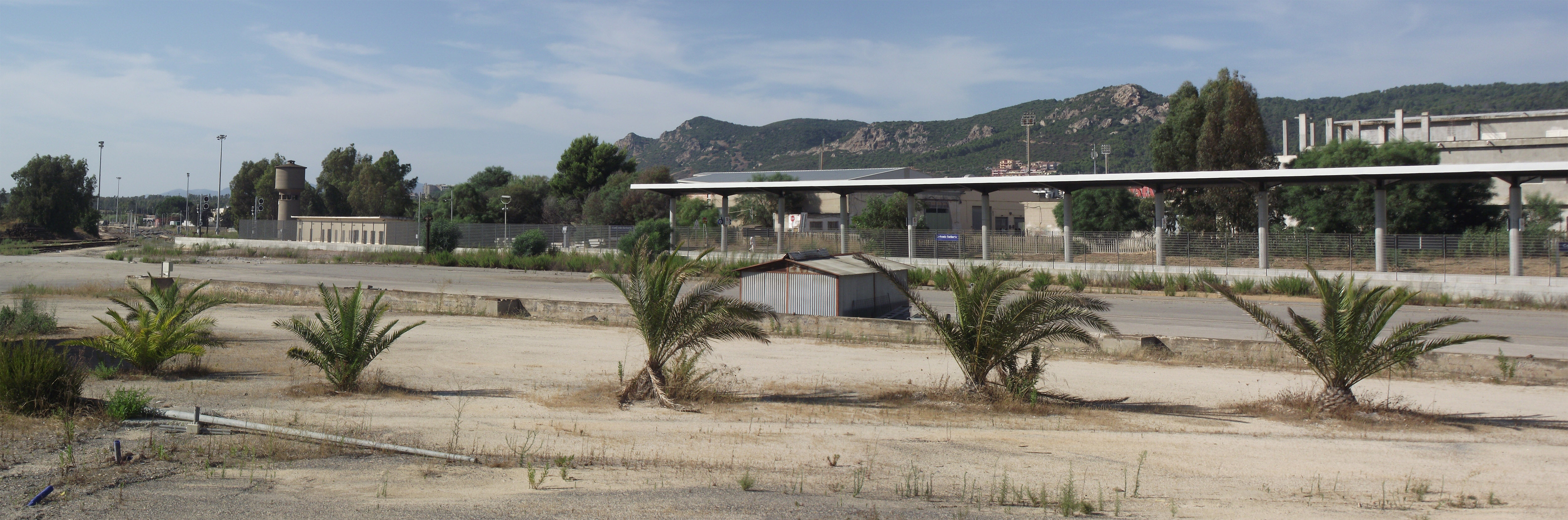
Il tratto di ferrovia compreso tra Carbonia Stato e Carbonia Serbariu

La linea si estende per poco più di 22 km ed è realizzata a binario unico privo di elettrificazione. Il tracciato non presenta particolari difficoltà per i treni, snodandosi in pianura con pendenze massime nell'ordine del 12‰ e su quote altimetriche modeste: il culmine, compreso nel tratto tra le fermate disabilitate di Cixerri e Monte Arcau, si trova infatti a quota 140 m s.l.m., mentre il punto più basso, situato nell'area ferroviaria di Carbonia, prima dell'apertura dell'impianto di Carbonia Serbariu era la stazione di Carbonia Stato, situata a quota 79 m s.l.m. Nel tratto tra Villamassargia e Carbonia Stato la percentuale di tortuosità della ferrovia si attesta al 37%.
Dal punto di vista dell'armamento, la linea utilizza binari formati da rotaie Vignoles da 50 kg/m e da traverse in cemento armato precompresso. La linea dall'uscita dello scalo di Villamassargia all'ingresso di quello di Carbonia Stato è completamente a binario unico, compresi i piazzali delle fermate intermedie, costituendo un'unica sezione di blocco. A causa della mancanza di punti di incrocio (manovra un tempo possibile a Cixerri e Barbusi quando queste erano dotate di più binari), la linea non può quindi essere impegnata contemporaneamente da due treni diretti in direzioni opposte, fatto che impone l'utilizzo di autocorse sostitutive in fasce orarie in cui la frequenza delle relazioni è maggiore (come al mattino).

### In cifre

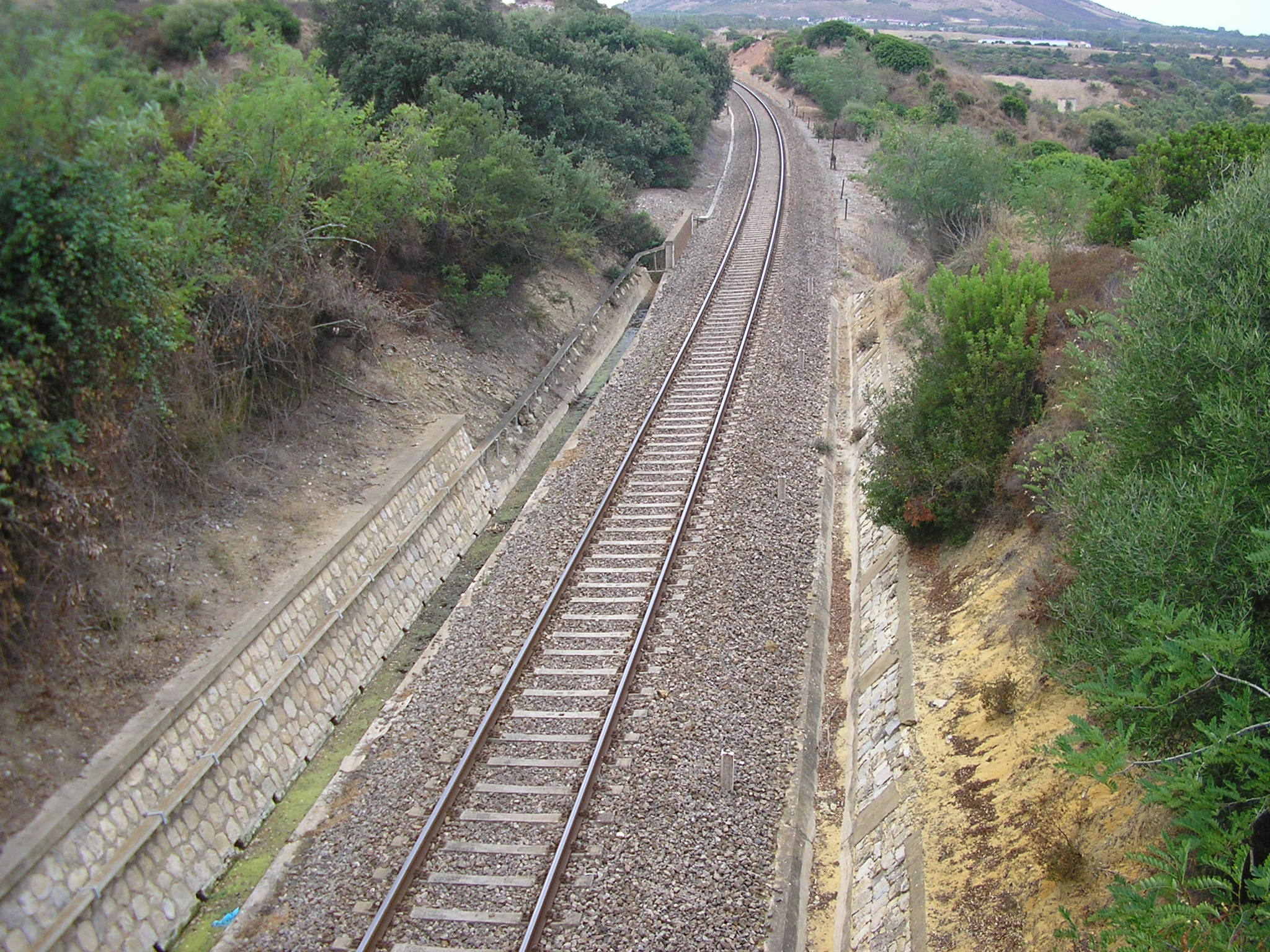
Tratto in trincea nei pressi di Barbusi

- Lunghezza: 22+371 km in totale tra Villamassargia-Domusnovas e Carbonia Serbariu
- Pendenze massime:
  - 12‰ Carbonia Serbariu - Monte Arcau
  - 11‰ Monte Arcau - Km 8+614
  - 9‰ Cixerri - Km 8+339
- Raggio minimo di curvatura: 490 m[20]
- Grado di prestazione: 12
- Velocità massima (rango C):
  - 140 km/h Villamassargia-Domusnovas - Carbonia Stato

(dati al 1º dicembre 2019)

### Percorso
| Continuation backward |

| Station on track |

|  | Unknown route-map component "CONTgq" | Unknown route-map component "ABZgr" |  |  |

| Small non-passenger station on track |

| Small non-passenger station on track |

| Unknown route-map component "eHST" |

| Non-passenger station/depot on track |

|  |  | Unknown route-map component "xABZgl" | Unknown route-map component "KHSTeq" |  |

| Unknown route-map component "exCONTgq" | Unknown route-map component "exSTR+r" | Unknown route-map component "exSTR" |  |  |

|  | Unknown route-map component "exBHF" + Unknown route-map component "exKBHFaq" | Unknown route-map component "exABZgr" |  |  |

| Unknown route-map component "exSTR+l" | Unknown route-map component "exABZgr" | Unknown route-map component "exSTR" |  |  |

| Unknown route-map component "exKDSTe" | Unknown route-map component "exSTR" | Unknown route-map component "exKDSTe" |  |  |

|  | Unknown route-map component "exCONTf" |

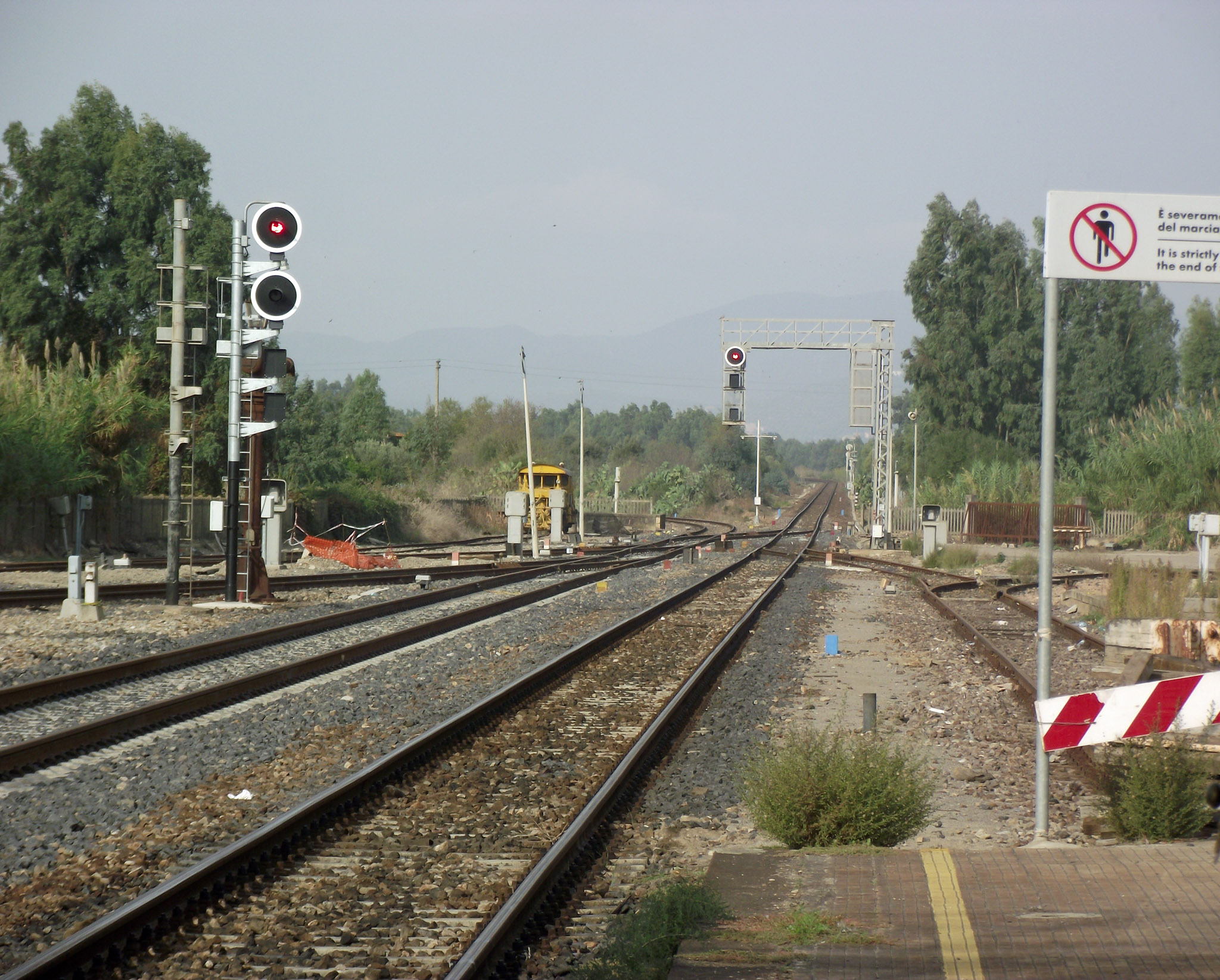
L'origine della ferrovia: il bivio in uscita da Villamassargia-Domusnovas, con la linea per Carbonia (a sinistra) che si dirama da quella per Iglesias

La linea ha origine nella stazione di Villamassargia-Domusnovas, scalo di diramazione sulla Decimomannu-Iglesias, da cui la linea per Carbonia si distacca in direzione sud-ovest con una lieve ascesa nel tratto iniziale che si sviluppa in un'area rurale attraversata dal rio Cixerri. Dopo circa sei km viene raggiunto il primo degli scali intermedi (tutti in disuso), la fermata di Cixerri, nata come stazione, formalmente attiva come località di servizio dal 2008.

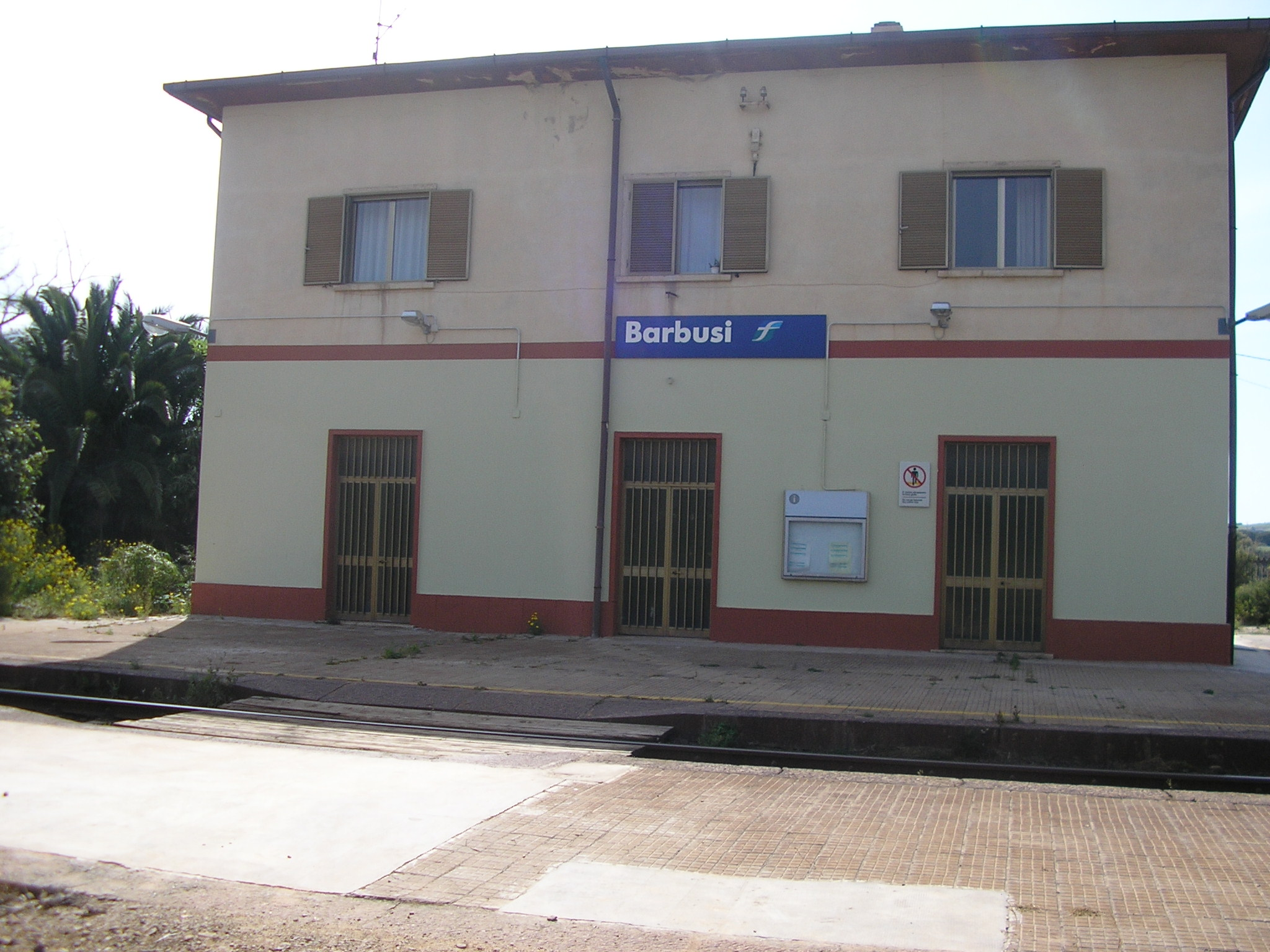
L'ex stazione di Barbusi, dismessa nel 2011

Lasciata la fermata si raggiunge il culmine della linea (140 m s.l.m.) nei dintorni della frazione di Barega, da dove poi inizia una costante discesa verso il capolinea, passando per la fermata campestre di Monte Arcau (inutilizzata dagli anni ottanta) ai piedi dell'omonimo colle. Il sedime nel tratto successivo vede una maggiore tortuosità mentre si entra nella valle del rio Flumentepido, raggiungendo il dismesso scalo di Barbusi in località Caput Acquas, anch'esso nato come stazione e poi ridotto a fermata, definitivamente chiuso nel 2011.
Il tracciato da qui in poi vira in direzione sud-est verso Carbonia dopo alcuni tratti in trincea, scorrendo parallelamente a quello che era il tracciato della dismessa ferrovia San Giovanni Suergiu-Iglesias nel suo tratto finale (le due linee si affiancavano in località Sirai nei pressi dell'omonima fermata FMS) e raggiungendo la stazione di Carbonia Stato, sino al 2011 capolinea del servizio passeggeri e ancora utilizzabile all'occorrenza per il servizio merci e per il rimessaggio dei rotabili. Il percorso prosegue negli ultimi 700 metri all'interno dell'area ferroviaria di Carbonia Stato, per giungere in raddoppio al capolinea di Carbonia Serbariu, inaugurato nel 2011 in quella che era una porzione del terminal merci di Carbonia Stato.
In origine i binari tuttavia si estendevano ancora per alcune centinaia di metri oltre il vecchio tracciato della via Roma, raggiungendo (sino al 1974) con un binario la stazione FMS carboniense per l'interscambio merci tra le due amministrazioni e terminando in raddoppio sotto le tramogge di carico del carbone della miniera di Serbariu, dove era posto l'asse estremo della ferrovia.

## Traffico

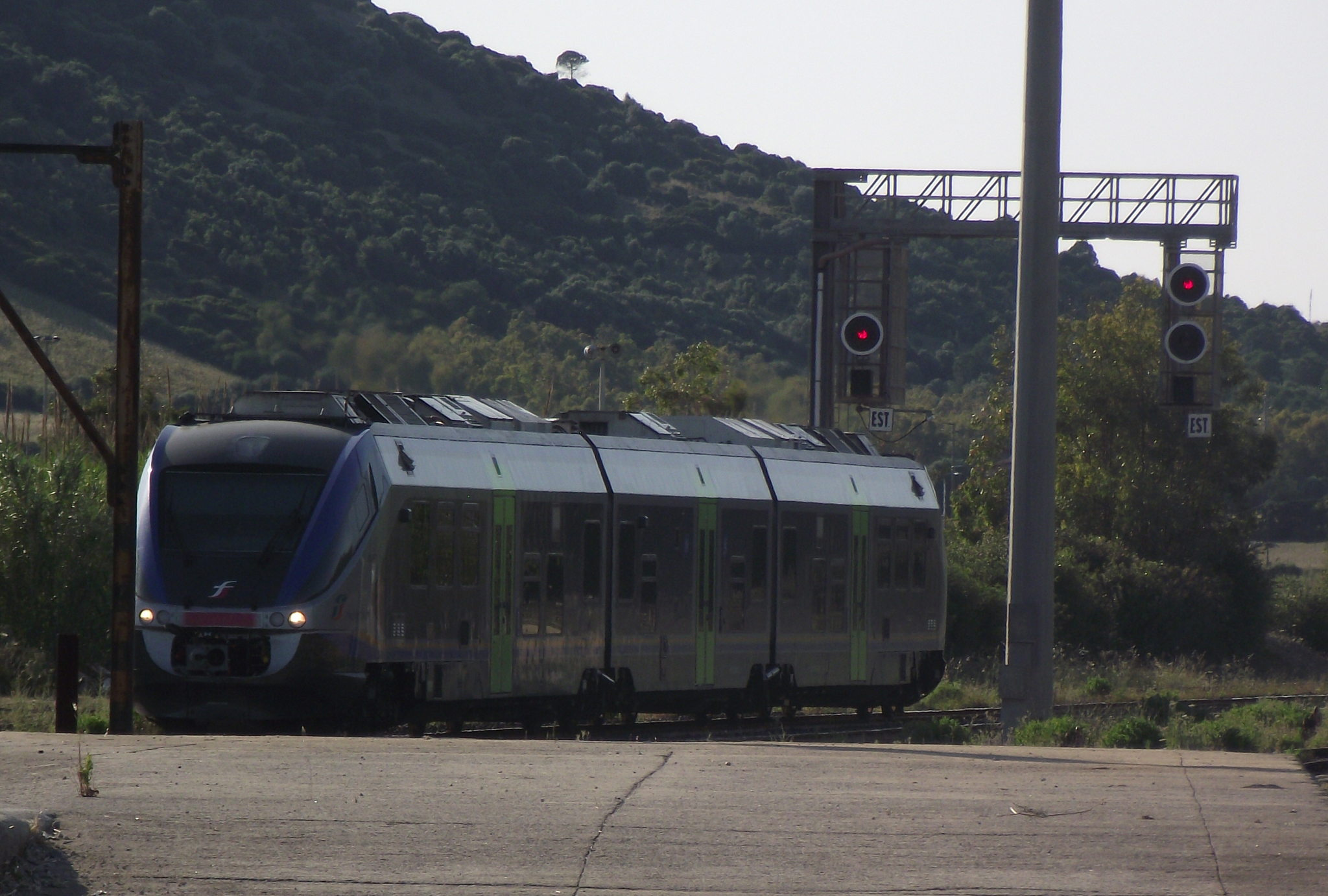
Minuetto diesel in transito a Carbonia Stato

Facendo riferimento all'orario del primo semestre 2021, la ferrovia è interessata a due relazioni passeggeri, entrambe effettuate con treni regionali:
- Carbonia Serbariu – Villamassargia: effettuata in coincidenza con i treni da Iglesias per Cagliari (e viceversa) viene coperta in circa 16 minuti da 10 coppie di corse nei giorni feriali. In determinate fasce orarie alcune corse vengono effettuate con autobus sostitutivi.
- Carbonia Serbariu – Cagliari: Trenitalia prevede dal lunedì al venerdì otto coppie di corse tra Carbonia e il capoluogo regionale. I tempi di percorrenza dei 68 km complessivi si aggirano tra i 62 e i 72 minuti. La relazione è coperta con gli stessi mezzi di quella per Villamassargia.

L'orario è cadenzato dal 2011, con un treno in partenza ogni ora (nei feriali) verso Cagliari (con coincidenza a Villamassargia per i treni non diretti), con ulteriori corse al mattino e nel primo pomeriggio. Specularmente da Cagliari si ha una partenza ogni ora verso Carbonia (sempre con coincidenza a Villamassargia per le relazioni non dirette), con un incremento della frequenza nel primo pomeriggio.

### Servizio turistico

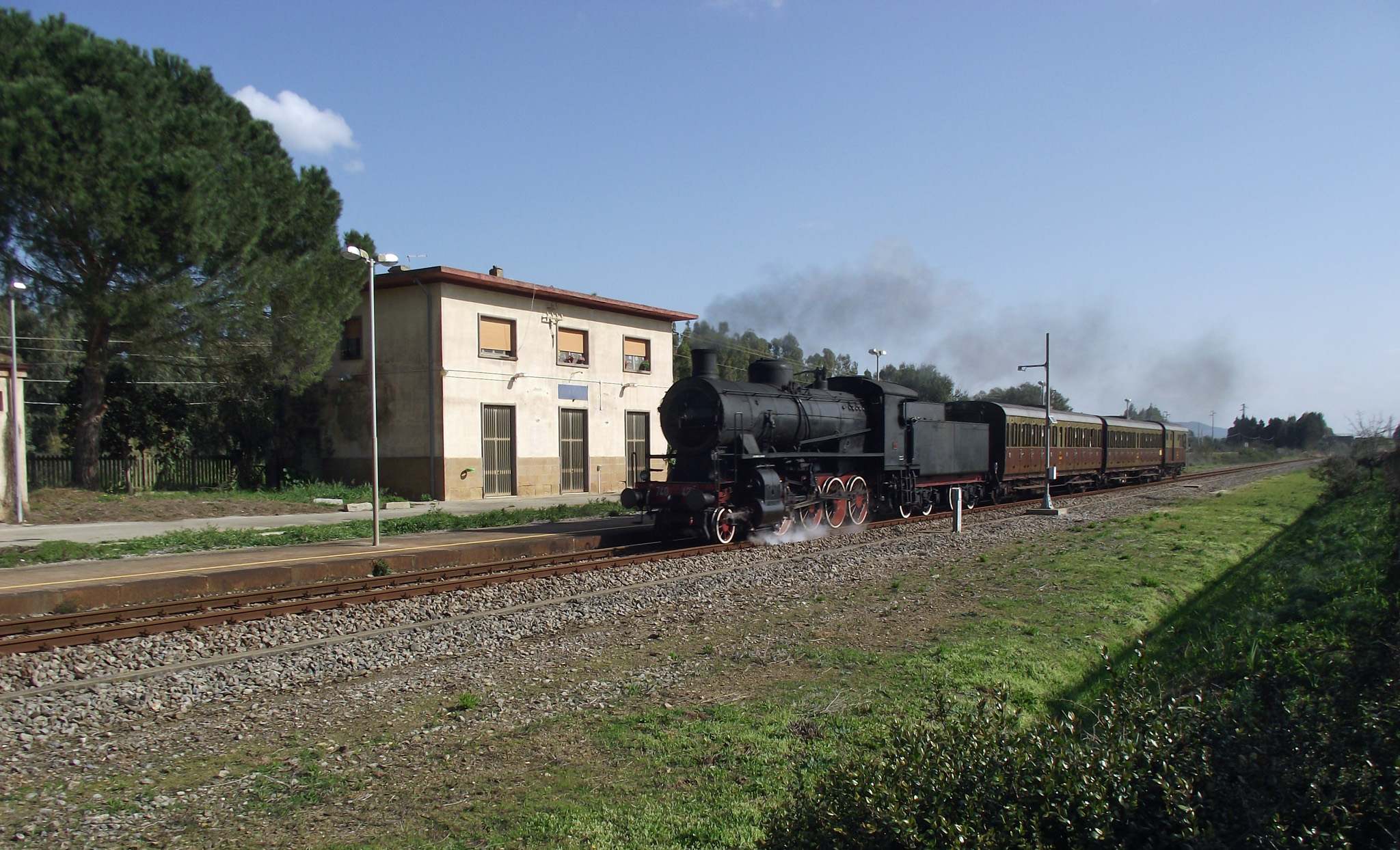
Convoglio turistico in transito a Cixerri, con in testa la locomotiva gruppo 740 numero 423

Da maggio 2007 la linea viene utilizzata su richiesta anche per i treni turistici di Trenitalia provenienti da Cagliari, utilizzanti materiale d'epoca restaurato (una locomotiva Gruppo 740 e carrozze tipo terrazzini). La possibilità di invertire il senso di marcia di questi convogli è garantita dalla presenza nell'area ferroviaria carboniense di una stella di inversione.

### Servizio merci
Una delle ragioni legate alla nascita della ferrovia fu legata al migliorare il trasporto delle merci da e verso Carbonia, in particolare per quel che riguarda il carbone in passato estratto nelle miniere locali. Dopo la fine dell'attività estrattiva, il traffico merci verso l'impianto di Carbonia Stato pur se su livelli minori si mantenne comunque piuttosto attivo sino alla fine del Novecento (con punte di 3 treni settimanali e 145.000 tonnellate trasportate all'anno), per poi assistere ad un progressivo abbandono di questo tipo di servizio, poi dismesso a livello regionale nel 2008.

## Materiale di trazione

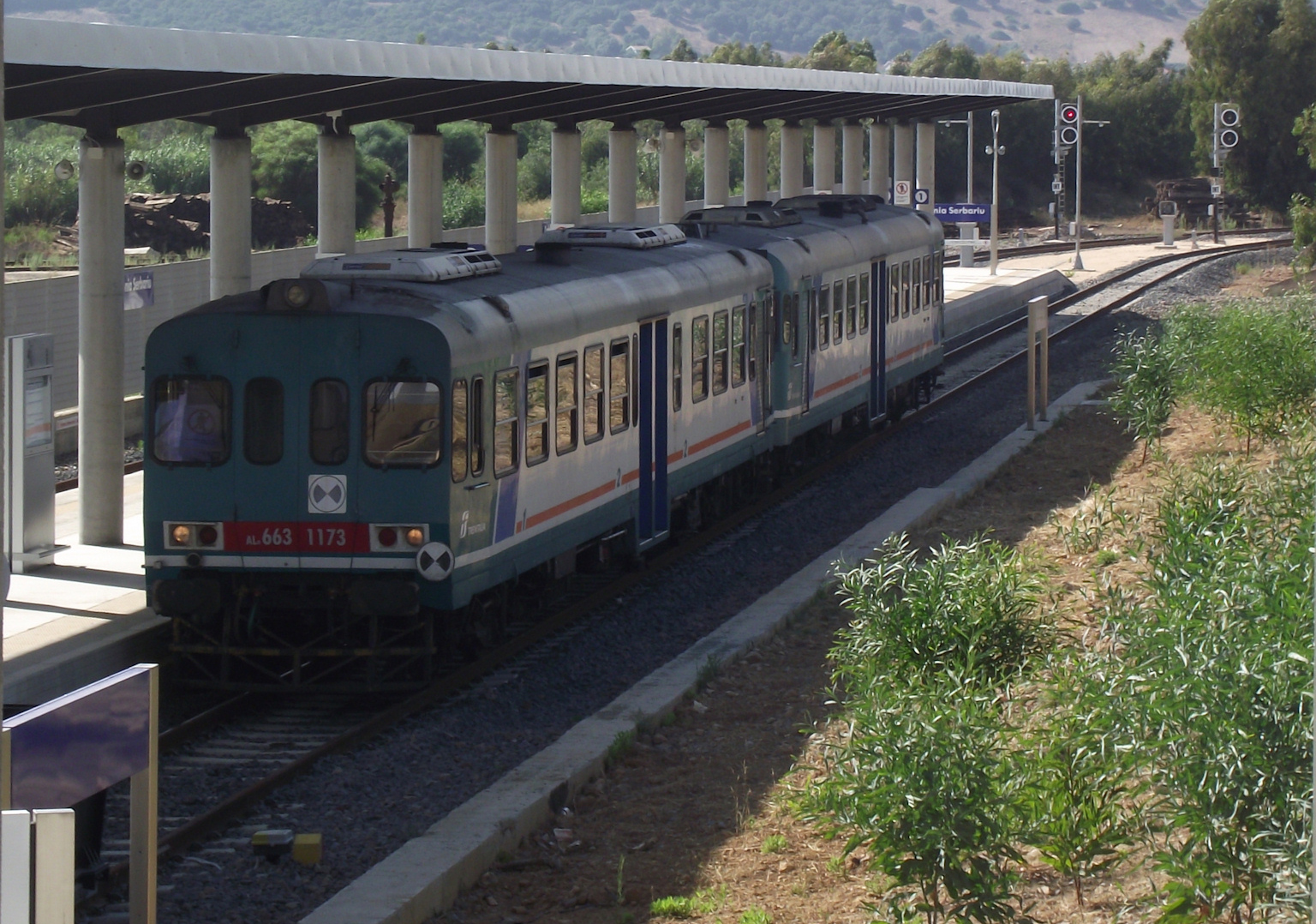
Le automotrici ALn 663 e ALn 668 (qui in composizione mista a Carbonia Serbariu) erano spesso impiegate lungo la ferrovia. Ad oggi (2024) vengono utilizzate soltanto come riserva.

Dal momento dell'attivazione per le relazioni passeggeri sulla ferrovia ampio peso ha avuto il materiale leggero, in particolare sulla linea questa tipologia di servizi sono stati effettuati per parecchi decenni in gran parte da automotrici, in particolare:
- automotrici ALn 56 Fiat
- automotrici ALn 772 Fiat - OM (dal 1958)

Nei primi anni di attività i convogli ordinari, soprattutto per il servizio merci, utilizzavano la trazione a vapore, con locomotive appartenenti ai gruppi
- locomotive Gruppo 625
- locomotive Gruppo 740
- locomotive Gruppo 744

Dal 1961 con l'avvio del passaggio al materiale diesel anche per le locomotive furono impiegate sulla linea locomotive dei gruppi:
- locomotive FS D.342 (dal 1961)
- locomotive FS D.443 (dal 1967)
- locomotive FS D.343
- locomotive FS D.345 (dal 1976)

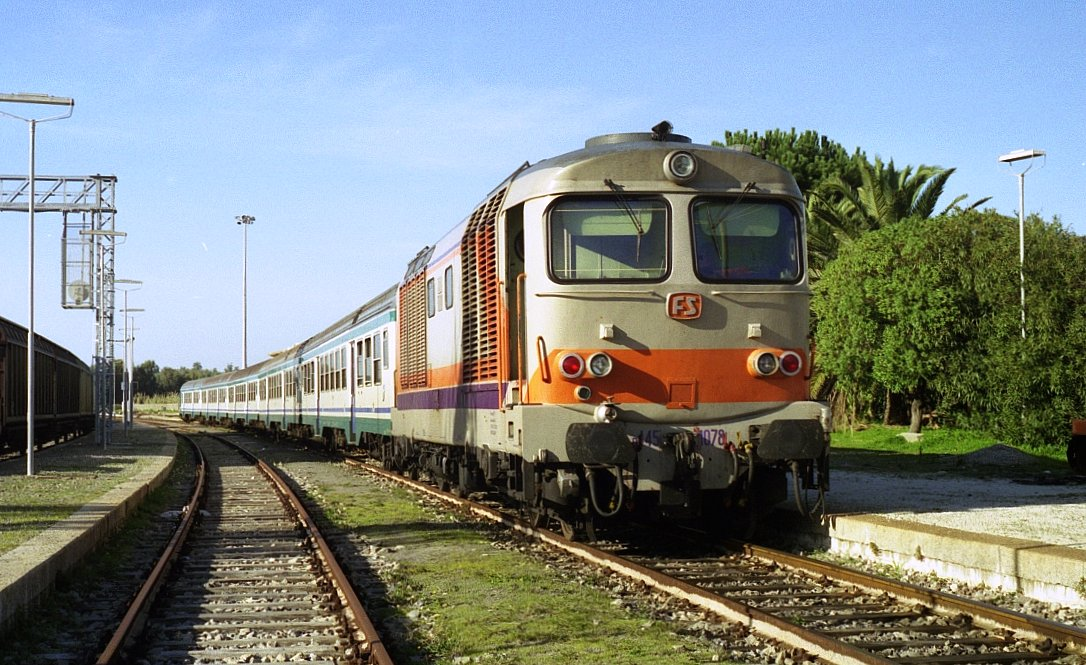
Treno con in testa la locomotiva diesel D.445 1078 a Carbonia Stato

Nella prima metà degli anni ottanta furono immesse sulla linea nuove automotrici che in pochi anni sostituirono completamente le ALn 772 (25 esemplari furono peraltro accantonati per anni proprio nel raccordo tra Carbonia Stato e la Miniera di Serbariu prima della loro demolizione): nel 1981 vi fu l'introduzione sulla linea delle automotrici ALn 668(nella serie 3100-3200), nei primi anni affiancate alle ALn 772 superstiti, e dalla metà del decennio dalle derivate ALn 663. Le ALn 668 e 663 sono state inizialmente affiancate dai Minuetto a trazione diesel (metà anni duemila), dagli autotreni ATR 365 e dagli Swing (dal 2020). 
L'utilizzo di materiale ordinario anche per il servizio passeggeri, in particolare sulla relazione diretta con Cagliari, subì un incremento con l'introduzione sulla rete sarda dei treni in configurazione navetta nel 1983, trainati da locomotive D.445, per poi cessare a inizio anni venti con l'introduzione degli ATR 220Tr Swing e degli ibridi HTR 412 Blues.

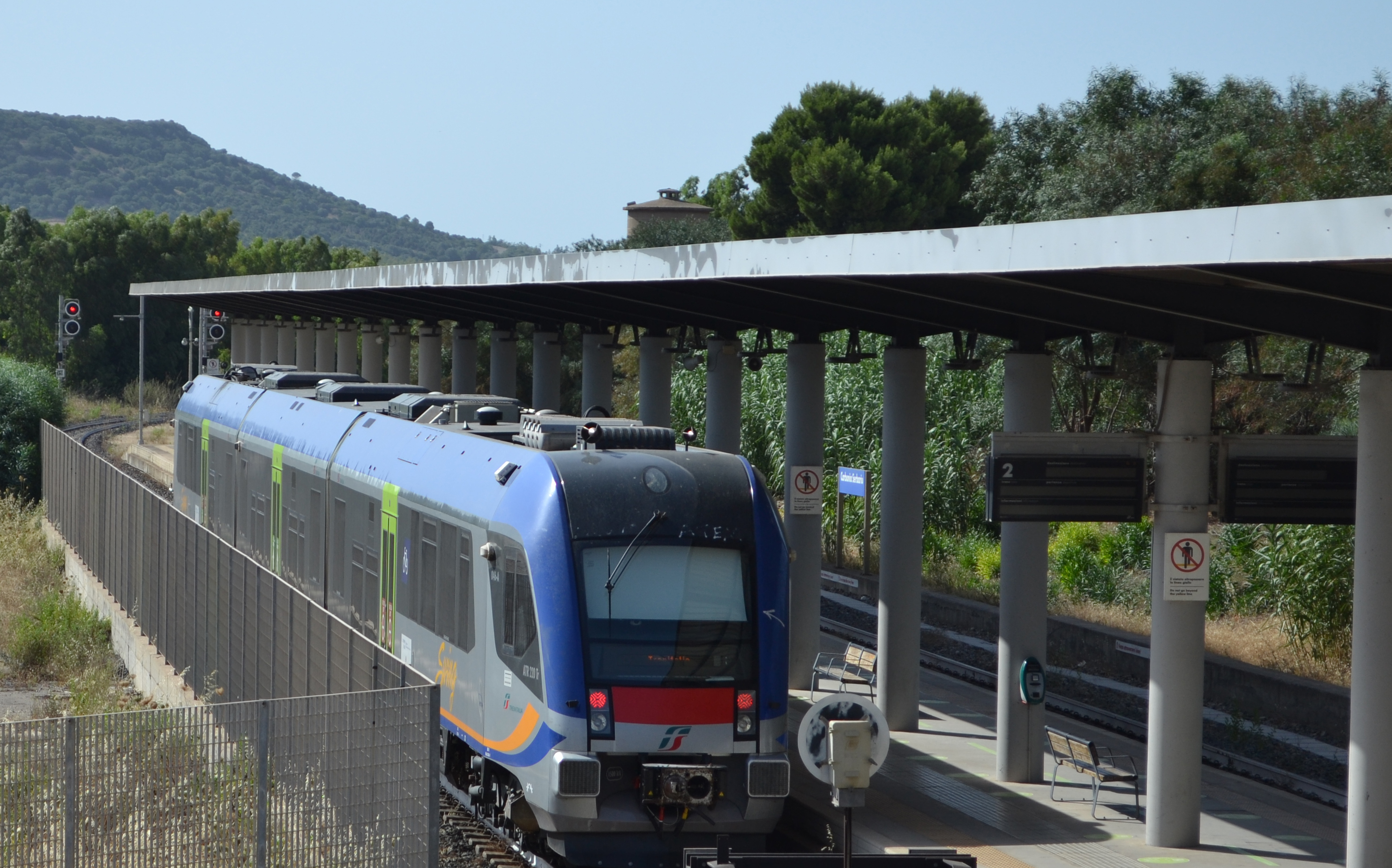
Autotreno "Swing" a Carbonia Serbariu

Ad oggi (2024) il materiale rotabile utilizzato è composto da: autotreni ALn501/502 Minuetto, ATR 220Tr Swing, gli autotreni ATR 365 e HTR 412 Blues. In determinate fasce orarie alcune corse vengono effettuate con autobus sostitutivi. Le automotrici ALn 663 e ALn 668 vengono ormai utilizzate soltanto come riserva. Non circolano più, come nel resto della rete sarda, le composizioni di D445 + carrozze MDVC